# Mardijker
Mardijker és un crioll portuguès extingit que es parlava a Jakarta. Va ser introduït amb l'establiment neerlandès de Batavia; els holandesos van portar esclaus de les colònies que havien adquirit recentment dels portuguesos, i el crioll portuguès dels esclaus es va convertir en la lingua franca de la nova ciutat. La comunitat fou coneguda com a mardijkers, descendents dels antics esclaus de Malaca, Bengala, Coromandel, Malabar, El nom significava 'home lliure' en neerlandès, ja que els esclaus van ser alliberats poc després del seu assentament. Després de la conquesta holandesa de Malaca i del Ceilan van créixer considerablement. En 1673, van construir una església protestant per a la comunitat portuguesa a Batàvia i després, en el segle xvii, una segona església. En 1713, aquesta comunitat tenia prop de 4.000 membres. Fins a 1750, el portuguès va ser a la primera llengua de Batàvia, no obstant això, després va dominar el malai. En 1808 el reverend Engelbrecht va celebrar l'última missa en portuguès. En 1816, la comunitat portuguesa va ser incorporada per la comunitat malaia. També entre les famílies holandeses de Batàvia s'usava intensament el portuguès fins a 1750, malgrat dels esforços del govern holandès contra el seu ús.
La llengua va ser substituïda pel crioll malai betawi a Batavia a finals del segle xviii, ja que els mardijkers es van barrejar i van perdre la seva identitat diferent. No obstant això, cap a 1670 un grup de 150 es va traslladar al que avui és el poble i barri de  Tugu, on es van conservar la seva llengua, coneguda com a papiá, fins a la dècada de 1940. L'últim parlant competent, Joseph Quiko, va morir el 1978, i la llengua només sobreviu en les lletres de cançons antigues del gènere Keroncong Moresco (Keroncong Tugu).